# Kazuhisa Kawahara
Kazuhisa Kawahara (Saitama, 29 januari 1987) is een Japans voetballer.

## Carrière
Kazuhisa Kawahara speelde tussen 2005 en 2010 voor Albirex Niigata, Tochigi SC en Oita Trinita. Hij tekende in 2011 bij Tochigi SC.